# Red Hot Chili Peppers
Red Hot Chili Peppers (Abkürzung: RHCP) ist eine 1983 gegründete US-amerikanische Funk- und Alternative-Rockband. Sie zählt zu den kommerziell erfolgreichsten Vertretern des Crossover. Ihr Album Blood Sugar Sex Magik gilt als eines der bedeutendsten dieses Genres.

## Bandgeschichte

Das Bandlogo

### Gründung und Anfangsjahre (1983–1988)
Die Schulfreunde Anthony Kiedis (Gesang), Michael „Flea“ Balzary (Bass), Hillel Slovak (Gitarre) und Jack Irons (Schlagzeug) traten am 13. Februar 1983 als „Tony Flow and the Miraculously Majestic Masters of Mayhem“ erstmals zusammen auf. Flea, Slovak und Irons spielten zu dieser Zeit in der bereits etwas erfolgreichen Band „What Is This“. Bei dem Konzert im „Rhythm-Lounge“-Club in Los Angeles überraschten sie mit ihrem Song Out in L.A. die Zuschauer durch eine Mischung von Rap, Rock, Funk und Punk. Der Clubbesitzer war so beeindruckt, dass er die Band für die darauf folgende Woche buchte. Bei ihrem nächsten Auftritt war der Club bereits voll, da sich Gerüchte über die neue Band in Los Angeles herumgesprochen hatten. Bald darauf entstand der Name Red Hot Chili Peppers, laut Kiedis eine Anlehnung an klassische US-amerikanische Blues- oder Jazz-Bandnamen, in denen oft Elemente wie „Red Hot“ oder „Chili“ aufgetaucht seien (z. B. Jelly Roll Mortons Red Hot Peppers).
Die neue Band erhielt rasch weitere Auftritte in der Gegend und veröffentlichte im August 1984 das Debütalbum The Red Hot Chili Peppers, welches von Andy Gill (Gang of Four) produziert wurde. Andy Gill favorisierte im Gegensatz zur Band einen radiokompatiblen Sound, was zu Schwierigkeiten in der Zusammenarbeit führte. Slovak und Irons verließen die Band vor Beginn der Aufnahmen wieder, ihre alte Band „What Is This?“, mit der sie weiterhin geprobt hatten, hatte ebenfalls einen Plattenvertrag. Sie wurden durch Cliff Martinez (Schlagzeug) und Jack Sherman (Gitarre) ersetzt. Mit Sherman kam es immer wieder zu Konflikten, da er einen anderen Lebensstil als die anderen Bandmitglieder pflegte. Nachdem Sherman die Band verlassen hatte, stieg Slovak wieder als Gitarrist ein.
Das nächste Album Freaky Styley wurde mit dem bekannten Funk-Musiker George Clinton produziert. Bei den Aufnahmen wirkten auch Maceo Parker und Fred Wesley – Bläser der Band von James Brown – mit. Das darauf folgende Album The Uplift Mofo Party Plan war um einiges erfolgreicher als Freaky Styley. Es handelt sich dabei um das einzige Studioalbum, das in der ursprünglichen Besetzung eingespielt wurde, da Jack Irons wieder Schlagzeug spielte. Es wurde mit dem Produzenten Michael Beinhorn aufgenommen.
Am 17. August 1985 traten sie das erste Mal außerhalb des Umkreises von Los Angeles beim 4. Rockpalast Lorelei Festival auf.
Schon zu dieser Zeit waren sowohl Kiedis als auch Slovak heroinabhängig. Im Juni 1988, kurz nachdem die Band von einer Europatournee zurückgekehrt war, starb Hillel Slovak an einer Überdosis Heroin. Der schockierte Jack Irons verließ daraufhin die Band mit der Begründung, er wolle nicht an etwas teilnehmen, bei dem seine Freunde sterben. Anthony Kiedis war von dem Tod seines besten Freundes sehr betroffen – hatte er doch einen ähnlichen Lebensstil – und nahm sich eine kurze Auszeit. Er besuchte eine Entzugsklinik und lebte danach fünf Jahre lang drogenabstinent.

### Neubeginn und Durchbruch (1988–1992)

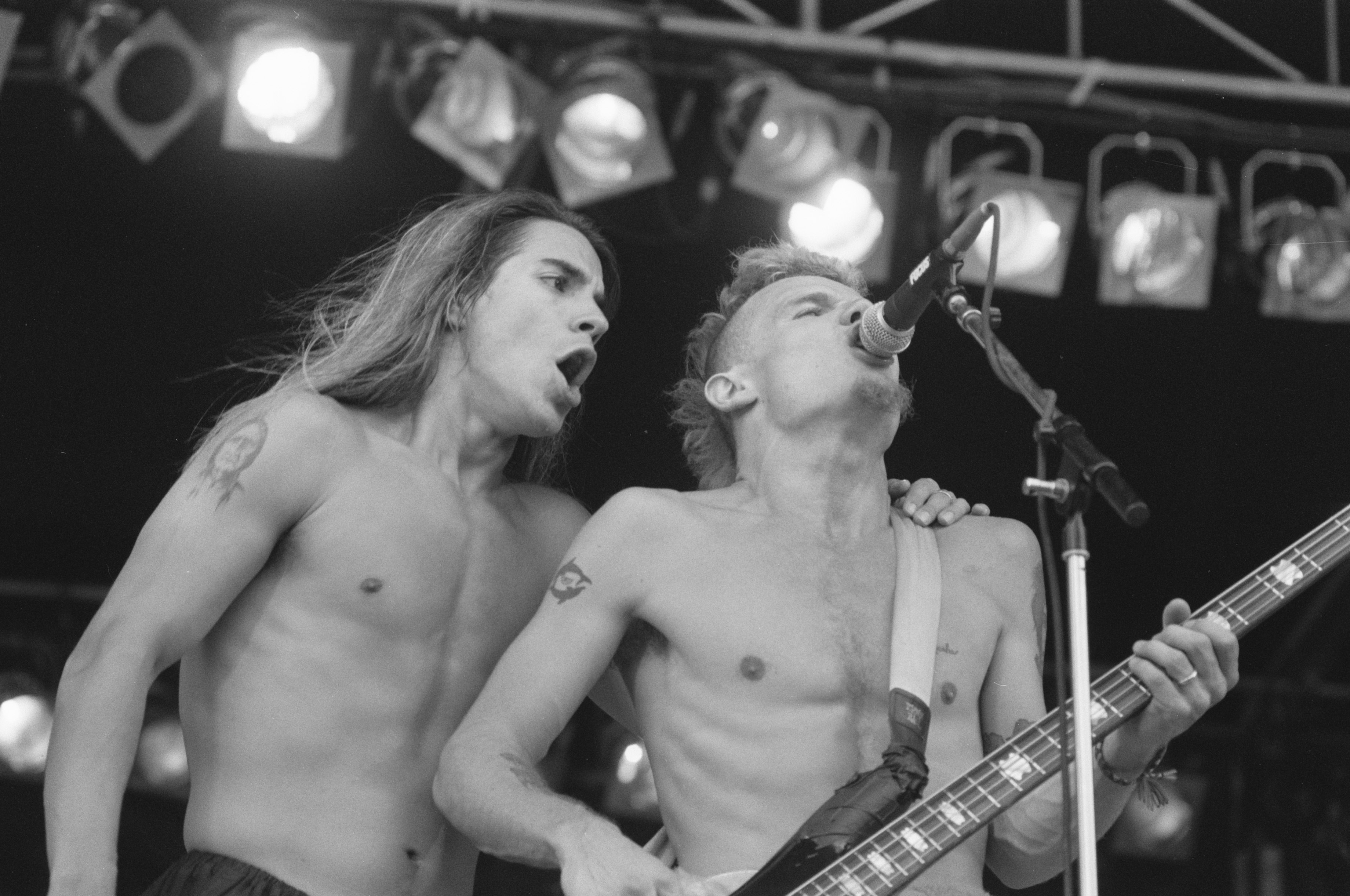
Kiedis und Flea bei einem Auftritt 1989 in Amsterdam

Kiedis und Flea entschieden, mit der Band weiterzumachen. Als neue Mitglieder stießen zunächst der vorherige Funkadelic-Gitarrist DeWayne 'Blackbyrd' McKnight und Dead-Kennedys-Schlagzeuger D. H. Peligro dazu. Diese Zusammenstellung harmonierte allerdings nicht, weshalb man sich bald erneut auf die Suche nach Musikern machte. Der 18-jährige John Frusciante konnte als großer Fan der Band viele ihrer Songs hervorragend spielen. Er übernahm 1988 Slovaks Part. Chad Smith stieß als Schlagzeuger dazu. Sein Schlagzeugspiel passte perfekt in das Gefüge, wohingegen die persönliche Chemie zunächst nicht stimmte.
In der neuen Besetzung nahm die Band – erneut mit Michael Beinhorn – 1989 die Platte Mother’s Milk auf. Diese erreichte in den USA Goldstatus und machte die Peppers zu Stars. Der endgültige weltweite Mainstream-Durchbruch gelang ihnen dann 1991 mit Blood Sugar Sex Magik, das sie mit der Produzentenlegende Rick Rubin aufnahmen. Mit diesem produzierte die Gruppe fünf weitere Alben.

### Bandkrise (1992–1998)
Während der Tour zu dem sehr erfolgreichen Album Blood Sugar Sex Magik stieg John Frusciante am 7. Mai 1992 in Japan aus. Er hatte nicht mit einem derart großen kommerziellen Erfolg gerechnet und zog es vor, vor kleinerem Publikum zu spielen. In den folgenden Jahren wurde auch er heroinabhängig und isolierte sich zunehmend von seiner Umwelt. Er veröffentlichte zwei Soloalben. Die Band fand lange keinen passenden Gitarristen, bis schließlich Dave Navarro (Jane’s Addiction) Anfang September 1993 dazu kam. 1995 wurde das Album One Hot Minute mit ihm aufgenommen. Seine Vorliebe für das Wah-Wah-Pedal brachte auf dieser Platte einen deutlich veränderten Sound, das Album verkaufte sich jedoch weniger gut als sein Vorgänger. Zurückblickend auf diese Phase bezeichnet die Band ihre damalige Arbeit beim Songwriting als wenig zufriedenstellend und nicht zielführend – Navarro hatte eine andere Art, Songs zu schreiben, er mochte keine Jamsessions; außerdem hatte Anthony Kiedis inzwischen wieder angefangen, Heroin zu konsumieren, und auch Navarro nahm Drogen. Es entstanden mehrere Songs aus der Feder von Flea, um genügend Stücke für das Album zusammenzubekommen. In Pea ist nur Flea mit Bass und Gesang zu hören. Anfang April 1998 verließ Navarro die Band, da die restlichen Mitglieder wegen seiner eskalierenden Drogensucht nicht mehr mit ihm zusammenarbeiten wollten bzw. konnten und überdies Frusciante Interesse an einer Rückkehr geäußert hatte. Die Songs, die mit Navarro entstanden waren, wurden von der Band nicht mehr live gespielt, da Frusciante dies ablehnte.

### CalifornicationundBy the Way(1998–2004)

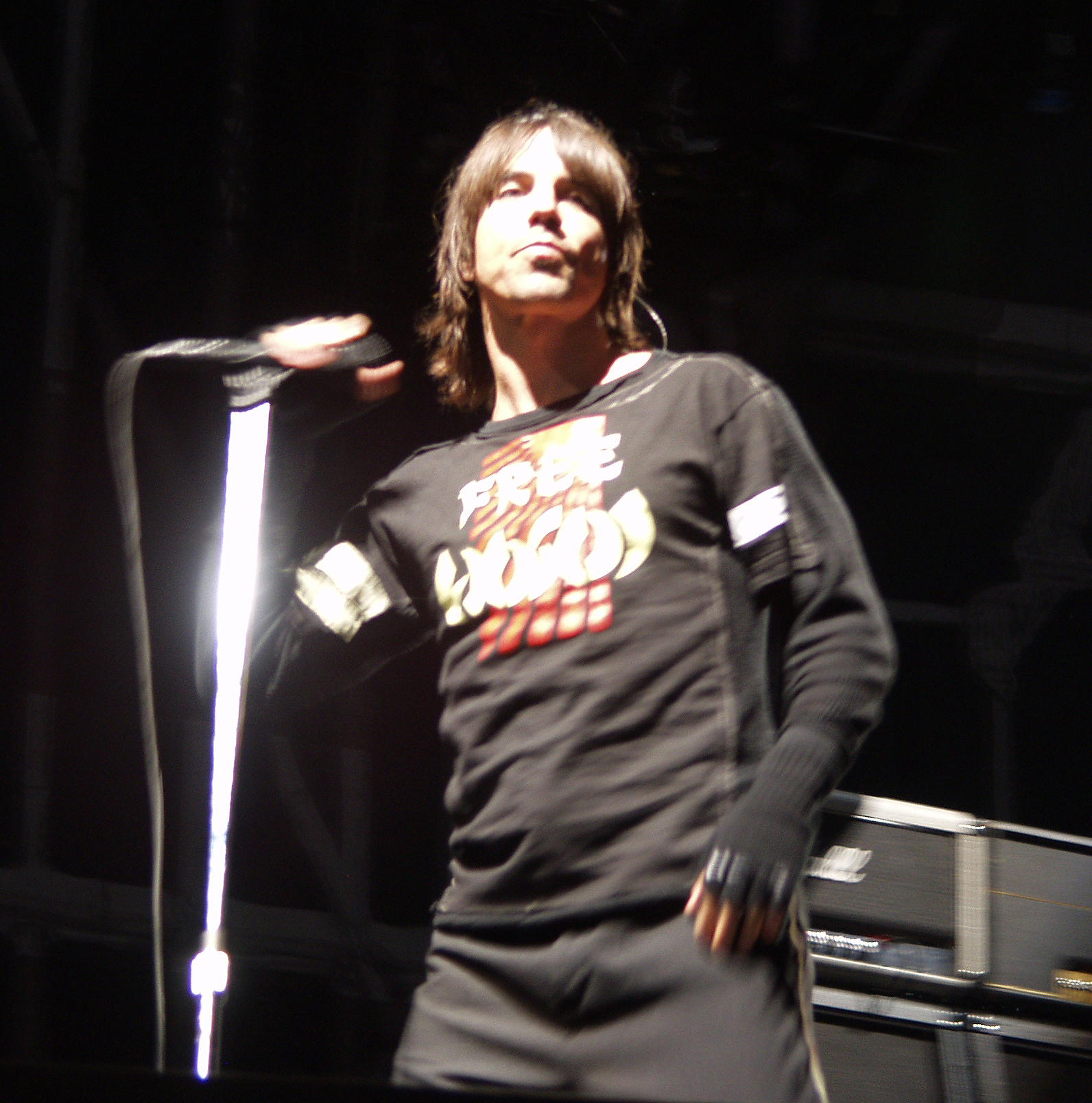
Kiedis live im Jahr 2003

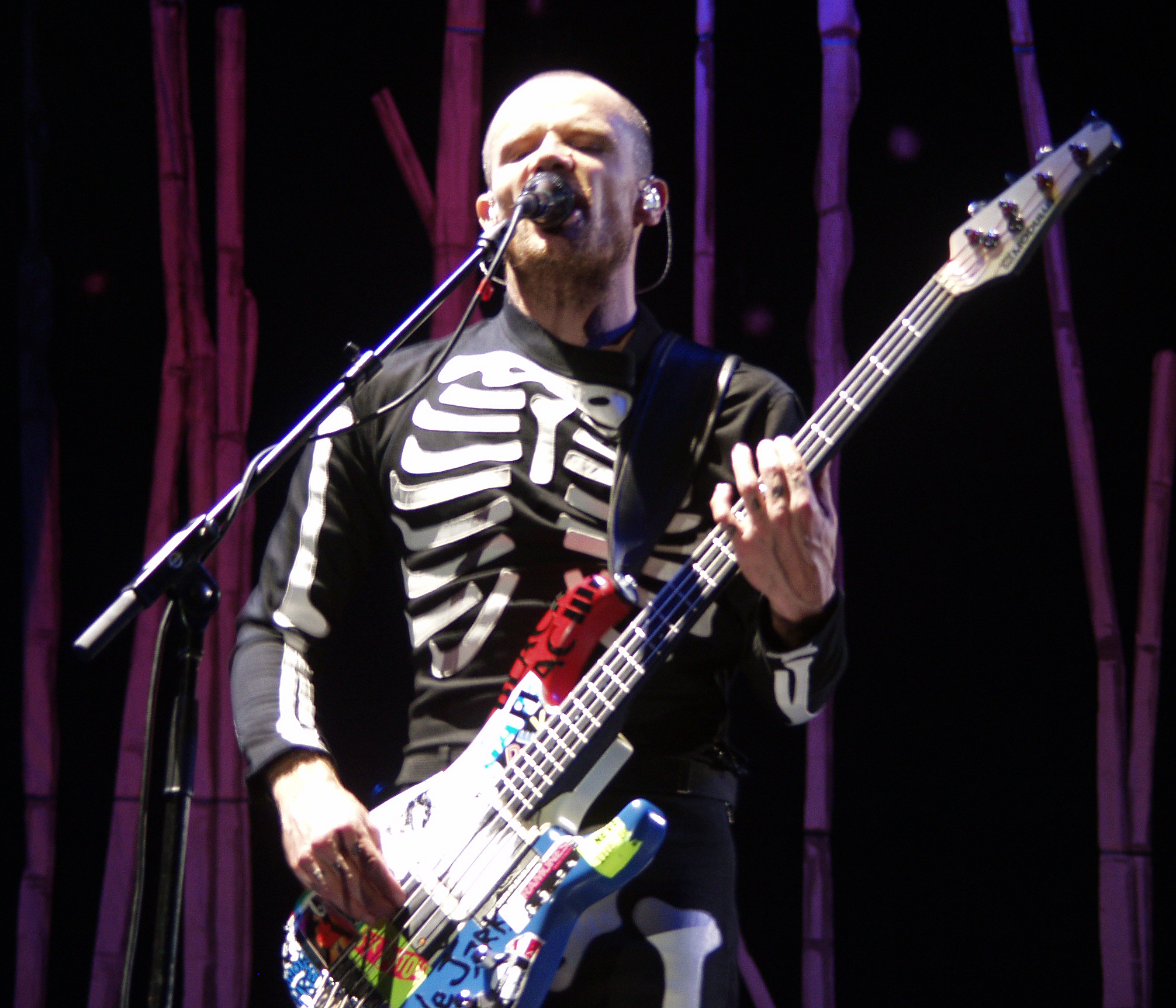
Flea auf der Bühne (2003)

Anfang 1998 konnte sich John Frusciante mit Hilfe seiner Freunde Johnny Depp und Flea von seiner Drogensucht befreien. Während dessen Abhängigkeit hatte Flea als Einziger der Band noch Kontakt zu Frusciante gehalten. Nach einer erfolgreichen Jamsession stieg Frusciante im April 1998 wieder ein. Gemeinsam nahmen die Red Hot Chili Peppers in Fleas Home Studio 1999 das Album Californication auf, das kommerziell das mit Abstand erfolgreichste Album der Band wurde. Zu diesem Zeitpunkt hatten auch Kiedis und Flea ihre Drogenabhängigkeit hinter sich gelassen; seitdem sind sie nach eigenen Aussagen Vegetarier sowie alkohol- und nikotinabstinent. Auf der dem Album folgenden Tour spielten sie unter anderem den legendären 1999er Woodstock-Gig und in Moskau vor 200.000 Zuschauern auf dem Roten Platz.
Nach zwei Jahren Welttournee nahm die Band das Album By the Way auf, welches 2002 veröffentlicht wurde. Es war weniger funkig, abgesehen von Songs wie Can’t Stop, enthielt dafür mehr Melodien und Harmoniegesänge von Frusciante und Kiedis.
Ende Juli 2004 wurde das Live-Album Live in Hyde Park veröffentlicht, das neben den zwei neuen Songs Leverage of Space und Rolling Sly Stone auch Coverversionen des 1970er-Jahre-Hits Brandy von Looking Glass und Black Cross von 45 Grave, sowie eine Drum-Hommage von Chad Smith enthielt. Es war ein Zusammenschnitt von drei Konzerten, die am 19., 20. und 25. Juni 2004 im Londoner Hyde Park stattfanden. Daneben gaben die Red Hot Chili Peppers Konzerte bei Rock am Ring, Rock im Park, beim Aerodrome in Wiener Neustadt, im Pariser Prinzenparkstadion und in der Amsterdam Arena.
2004 erschien Anthony Kiedis Autobiographie Scar Tissue. Er berichtet darin über die Band, Inspiration und Entstehung bestimmter Songs, Erfahrungen in Sachen Drogen, Sex und Musik sowie über seine Weggefährten.

### Stadium Arcadium(2005–2007)
Das neunte Studio-Album Stadium Arcadium erschien am 5. Mai 2006 als Doppel-Album. Es erreichte direkt Platz 1 der Charts. Die erste Single war Dani California (von A. Kiedis, Flea, J. Frusciante und C. Smith), veröffentlicht am 28. April. Am 24. April hatte die Band bei einem nicht angekündigten Auftritt im Hamburger „Zelt der fliegenden Bauten“ vor etwa 500 geladenen Gästen das neue Album vorgestellt.

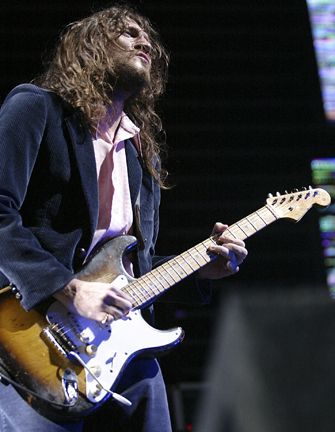
John Frusciante (2006)

Die Red Hot Chili Peppers spielten auf der Intercalactic Tour, welche von April 2006 bis August 2007 dauerte, 151 Konzerte und Festivals in über 20 Ländern. Sie spielten unter anderem auf dem Roskilde-Festival in Dänemark, dem PinkPop-Festival in den Niederlanden, dem Coachella Valley Music and Arts Festival in Kalifornien, dem Fuji Rock Festival in Japan, im Hallenstadion Zürich in der Schweiz und auf dem Live-Earth-Konzert im Juli im Londoner Wembley-Stadion.

### NachStadium Arcadium(2007–2010)
Nach Ende der Stadium Arcadium-Tour zog sich die Band für eineinhalb Jahre zurück. In dieser Zeit veröffentlichte Chad Smith mit der Supergroup Chickenfoot deren gleichnamiges Debütalbum. Flea studierte Jazz und Kiedis widmete sich seinem Privatleben.
Im Herbst 2009 kam die Gruppe wieder zusammen und begann, an einem neuen Album zu arbeiten. Ende 2009 wurde öffentlich bekannt, dass John Frusciante die Band bereits ein Jahr zuvor verlassen hatte. Als Begründung für seine Entscheidung nannte er seine persönliche Entwicklung als Mensch und Musiker in den letzten Jahren. Er wolle sich in Zukunft ausschließlich seinen Solo-Projekten widmen. Sein Nachfolger wurde Anfang 2010 sein Freund Josh Klinghoffer, der schon zuvor mit den Red Hot Chili Peppers und insbesondere mit Frusciante zusammengearbeitet hatte. Am 29. Januar 2010 erfolgte ein erster Live-Auftritt im Zuge einer Neil-Young-Tribute-Veranstaltung bei MusiCares.

### I’m with You(2011–2015)

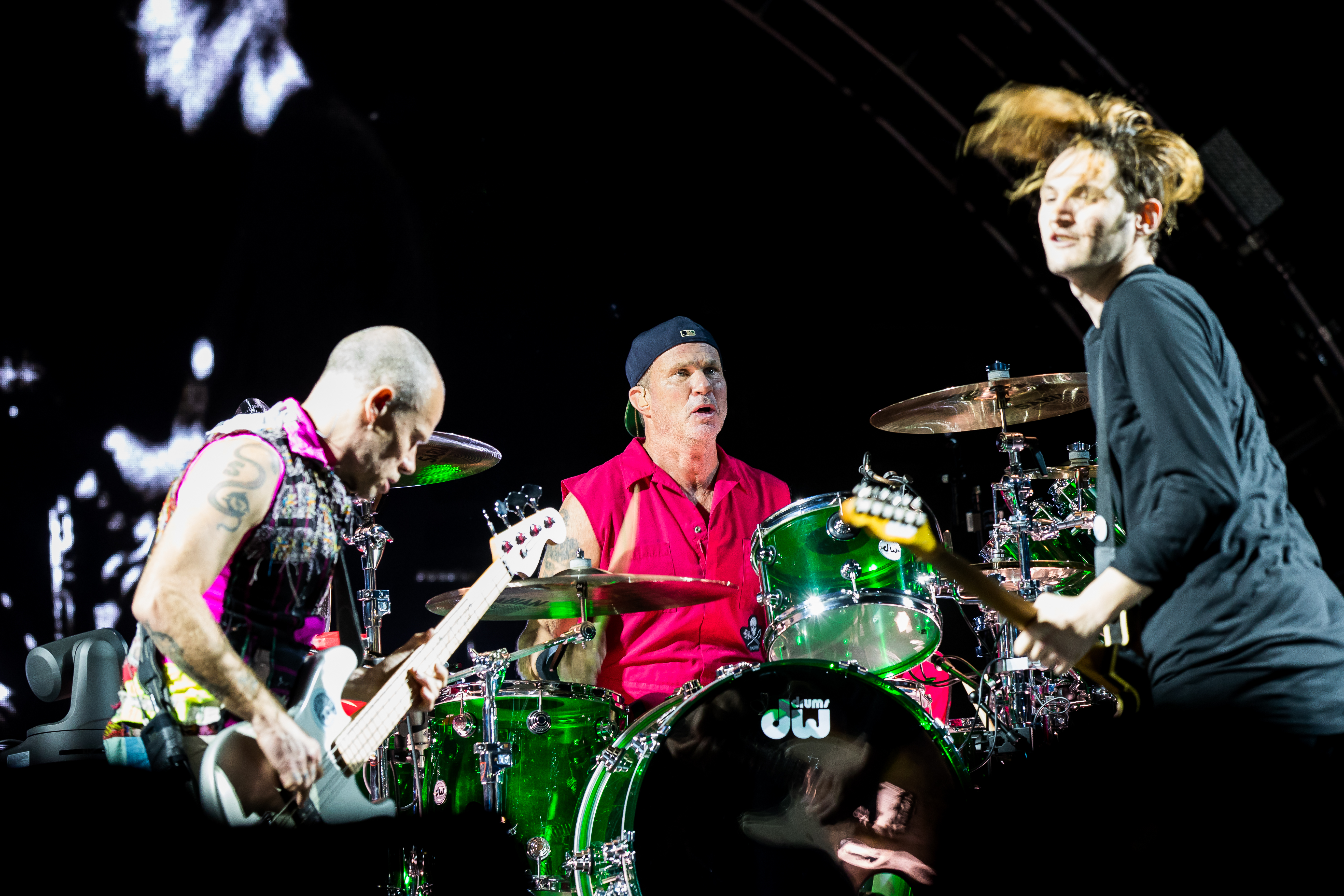
Red Hot Chili Peppers mit Josh Klinghoffer bei Rock am Ring (2016)

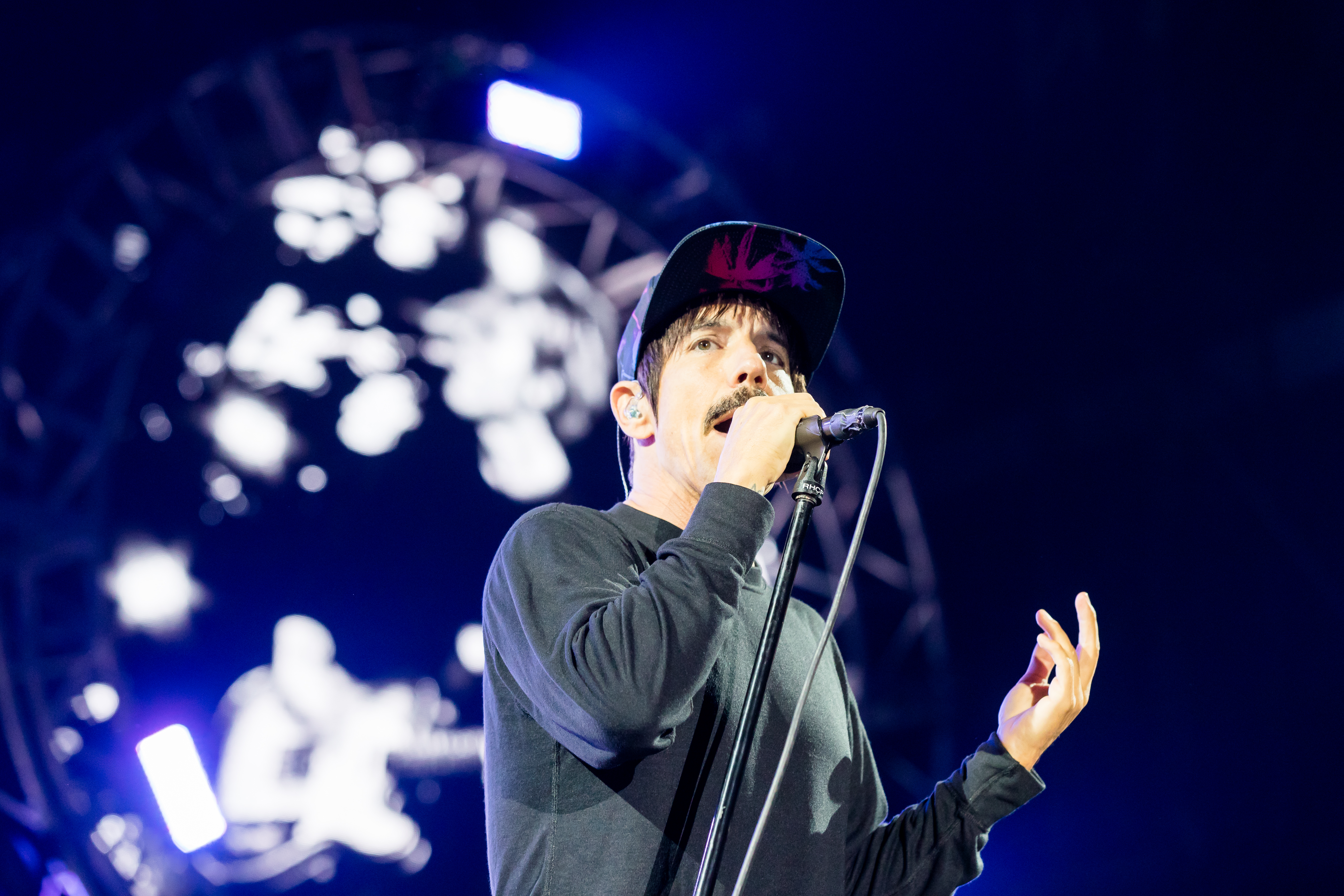
Anthony Kiedis mit den Red Hot Chili Peppers (2016)

Am 22. August 2011 fand eine erste offizielle Stream-Online-Releaseparty des neuen Albums I’m with You statt, wobei die Übertragung aufgrund der hohen Nachfrage mehrfach zusammenbrach. Das Album mit 14 Titeln erschien in Deutschland am 26. August 2011. Die erste Single The Adventures of Rain Dance Maggie erschien vorab am 18. Juli 2011. Am 30. August 2011 wurde das Album im E-Werk in Köln exklusiv präsentiert. Das Konzert wurde in HD-Qualität aufgenommen und am gleichen Abend in über 900 Kinos in 39 Ländern weltweit übertragen. In Deutschland fand die Ausstrahlung in allen UCI-KINOWELTEN und in ausgewählten CinemaxX-Kinos statt. 2012 fand eine weitere Europa-Tournee statt. Mit Klinghoffer spielten die Musiker vereinzelt auch wieder Songs von One Hot Minute.
Am 15. April 2012 wurden die Red Hot Chili Peppers in die Rock and Roll Hall of Fame aufgenommen. Zu diesem Anlass veröffentlichte die Band die Rock & Roll Hall of Fame Covers EP, auf der sie andere Mitglieder der Hall of Fame wie David Bowie und Neil Young interpretieren. Gitarrist Josh Klinghoffer war der bis dahin jüngste Musiker, der in die Rock and Roll Hall of Fame eingeführt wurde.
Die Red Hot Chili Peppers traten am 2. Februar 2014 zusammen mit Bruno Mars in der Halbzeitshow des Super Bowl XLVIII im MetLife Stadium auf.

### The Getaway(2016–2018)
Am 17. Juni 2016 erschien mit The Getaway das elfte Studioalbum der Gruppe. Im Vorfeld wurden die Singles Dark Necessities und The Getaway veröffentlicht. Das Album wurde auf Klinghoffers Initiative von dem US-amerikanischen Musikproduzenten Danger Mouse produziert und war damit das erste Album der Band seit Mother’s Milk von 1989, das nicht von Rick Rubin produziert wurde. Als Gast wirkte Elton John beim Titel Sick Love mit. Auf die Veröffentlichung des Albums folgte eine Europa-Tour. Die Arbeit an einem neuen Album mit Klinghoffer wurde im September 2018 angekündigt, die Veröffentlichung war für 2020 geplant. Die Aufnahmen wurden aber wegen der Waldbrände in Kalifornien 2018 verzögert. Die Band veranstaltete am 13. Januar 2019 eine Benefizshow für Opfer der Brände.

### Wiedereinstieg von Frusciante (seit 2019) undUnlimited LoveundReturn of the Dream Canteen(2022)
Am 15. Dezember 2019 gaben die Red Hot Chili Peppers überraschend bekannt, dass Josh Klinghoffer die Band verlassen habe, da John Frusciante wieder als Gitarrist zurückkehre. Klinghoffer äußerte 2022 in einem Interview, dass er den anderen Bandmitgliedern seinen Hinauswurf nicht verüble, lediglich seine Freundschaft mit Frusciante sei über den Vorgang zerbrochen.
Das zwölfte Studioalbum Unlimited Love, wieder produziert von Rick Rubin und mit Frusciante an der Gitarre, erschien am 1. April 2022. Vorab wurde am 4. Februar 2022 die erste Single Black Summer veröffentlicht. Unlimited Love verkaufte sich sehr gut, und im Juli kündigte die Band überraschend ein zweites, ebenfalls von Rubin produziertes Album namens Return of the Dream Canteen an, welches am 14. Oktober 2022 erschien. Als Grund gaben die Musiker an, während der Covid-19-Pandemie viel Zeit im Studio verbracht und entsprechend viele Songs produziert zu haben.
Am 11. August 2024 trat die Band im Rahmen der Schlussfeier der Olympischen Sommerspiele in Long Beach auf.

## Einflüsse
Als Einflüsse gab die Band Led Zeppelin, Jimi Hendrix, George Clinton, Grandmaster Flash & the Furious Five, Stevie Wonder, The Stooges, Funkadelic, James Brown, und Gang of Four, an; John Frusciante nannte auch John McGeoch (Siouxsie and the Banshees), Johnny Marr (The Smiths), und Andy Partridge (XTC) als persönliche Einflüsse.

## Auszeichnungen und Ehrungen
- Grammy Awards
  - 1993 Beste Hard-Rock-Darbietung („Give It Away“)[23]
  - 2000 Bester Rocksong („Scar Tissue“)[24]
  - 2007 Beste Darbietung eines Duos oder einer Gruppe mit Gesang – Rock („Dani California“)[25]
  - 2007 Bester Rocksong („Dani California“)[25]
  - 2007 Bestes Rock-Album („Stadium Arcadium“)[25]
  - 2007 Beste Box oder limitierte Spezialausgabe („Stadium Arcadium“)[25]

- Echo
  - 2003 Gruppe des Jahres International Rock / Pop („Red Hot Chili Peppers“)
  - 2007 Gruppe des Jahres International Rock / Pop („Red Hot Chili Peppers“)
  - 2012 Gruppe des Jahres International Rock / Alternative („Red Hot Chili Peppers“)[26]

- American Music Awards
  - 2000 Favorite Alternative Artist („Red Hot Chili Peppers“)[27]
  - 2006 Favorite Pop/Rock Band/Duo/Group („Red Hot Chili Peppers“)[28]
  - 2006 Favorite Alternative Artist („Red Hot Chili Peppers“)[29]

- MTV Video Music Awards
  - 1992 Viewer’s Choice („Under The Bridge“)[30]
  - 1992 Breakthrough Video („Give It Away“)[31]
  - 1992 Best Art Direction („Give It Away“)[32]
  - 1999 Best Artist Website
  - 2000 Best Direction („Californication“)[33]
  - 2000 Best Art Direction („Californication“)[34]
  - 2006 Best Art Direction („Dani California“)[35]

- MTV Europe Music Awards
  - 2000 Beste Rockband („Red Hot Chili Peppers“)[36]
  - 2002 Beste Liveband („Red Hot Chili Peppers“)[37]
  - 2002 Beste Rockband („Red Hot Chili Peppers“)[38]
  - 2006 Bestes Album („Stadium Arcadium“)[39]

- Q Award
  - 2004 Best Act In The World Today („Red Hot Chili Peppers“)[40]

- BRIT Awards
  - 2003 Best International Group („Red Hot Chili Peppers“)[41]

- Hollywood Walk of Fame
  - 2022: 2717. Stern[42]

## Diskografie
Studioalben

| Jahr | Titel Musiklabel                                       | Höchstplatzierung, Gesamtwochen, AuszeichnungChartplatzierungen (Jahr, Titel, Musiklabel, Platzierungen, Wochen, Auszeichnungen, Anmerkungen) | Höchstplatzierung, Gesamtwochen, AuszeichnungChartplatzierungen (Jahr, Titel, Musiklabel, Platzierungen, Wochen, Auszeichnungen, Anmerkungen) | Höchstplatzierung, Gesamtwochen, AuszeichnungChartplatzierungen (Jahr, Titel, Musiklabel, Platzierungen, Wochen, Auszeichnungen, Anmerkungen) | Höchstplatzierung, Gesamtwochen, AuszeichnungChartplatzierungen (Jahr, Titel, Musiklabel, Platzierungen, Wochen, Auszeichnungen, Anmerkungen) | Höchstplatzierung, Gesamtwochen, AuszeichnungChartplatzierungen (Jahr, Titel, Musiklabel, Platzierungen, Wochen, Auszeichnungen, Anmerkungen) | Anmerkungen                                                     |
| Jahr | Titel Musiklabel                                       | DE | AT | CH | UK | US | Anmerkungen                                                     |
| ---- | ------------------------------------------------------ | --- | --- | --- | --- | --- | --------------------------------------------------------------- |
| 1984 | The Red Hot Chili Peppers Capitol Records (EMI)        | — | — | — | — | — | Erstveröffentlichung: 10. August 1984                           |
| 1985 | Freaky Styley Capitol Records (EMI)                    | — | — | — | UK— SilberUK | — | Erstveröffentlichung: 16. August 1985 Verkäufe: + 60.000        |
| 1987 | The Uplift Mofo Party Plan Manhattan Records (EMI)     | — | — | — | — | US148 Gold · (18 Wo.)US | Erstveröffentlichung: 29. September 1987 Verkäufe: + 500.000    |
| 1989 | Mother’s Milk Capitol Records (EMI)                    | — | — | — | UK— SilberUK | US52 Platin · (42 Wo.)US | Erstveröffentlichung: 4. August 1989 Verkäufe: + 1.100.000      |
| 1991 | Blood Sugar Sex Magik Warner Bros. Records (WMG)       | DE12 Platin · (48 Wo.)DE | AT17 Gold · (16 Wo.)AT | CH10 (39 Wo.)CH | UK25 ×3Dreifachplatin · (121 Wo.)UK | US3 ×7Siebenfachplatin · (97 Wo.)US | Erstveröffentlichung: 20. September 1991 Verkäufe: + 15.000.000 |
| 1995 | One Hot Minute Warner Bros. Records (WMG)              | DE3 (20 Wo.)DE | AT4 Gold · (11 Wo.)AT | CH2 Gold · (23 Wo.)CH | UK2 Gold · (16 Wo.)UK | US4 ×2Doppelplatin · (46 Wo.)US | Erstveröffentlichung: 8. September 1995 Verkäufe: + 3.670.000   |
| 1999 | Californication Warner Bros. Records (WMG)             | DE2 ×3Dreifachgold · (113 Wo.)DE | AT2 ×2Doppelplatin · (128 Wo.)AT | CH3 ×2Doppelplatin · (127 Wo.)CH | UK5 ×5Fünffachplatin · (169 Wo.)UK | US3 ×8Achtfachplatin · (104 Wo.)US | Erstveröffentlichung: 7. Juni 1999 Verkäufe: + 15.123.365       |
| 2002 | By the Way Warner Bros. Records (WMG)                  | DE1 ×5Fünffachgold · (52 Wo.)DE | AT1 Platin · (20 Wo.)AT | CH1 ×2Doppelplatin · (51 Wo.)CH | UK1 ×7Siebenfachplatin · (84 Wo.)UK | US2 ×2Doppelplatin · (60 Wo.)US | Erstveröffentlichung: 8. Juli 2002 Verkäufe: + 7.171.500        |
| 2006 | Stadium Arcadium Warner Bros. Records (WMG)            | DE1 ×3Dreifachplatin · (70 Wo.)DE | AT1 Platin · (68 Wo.)AT | CH1 ×2Doppelplatin · (62 Wo.)CH | UK1 ×3Dreifachplatin · (44 Wo.)UK | US1 ×4Vierfachplatin · (66 Wo.)US | Erstveröffentlichung: 5. Mai 2006 Verkäufe: + 7.546.159         |
| 2011 | I’m with You Warner Bros. Records (WMG)                | DE1 Platin · (22 Wo.)DE | AT2 Gold · (15 Wo.)AT | CH1 Platin · (24 Wo.)CH | UK1 Gold · (18 Wo.)UK | US2 Gold · (27 Wo.)US | Erstveröffentlichung: 26. August 2011 Verkäufe: + 1.507.655     |
| 2016 | The Getaway Warner Bros. Records (WMG)                 | DE2 Gold · (24 Wo.)DE | AT1 Gold · (15 Wo.)AT | CH1 Gold · (30 Wo.)CH | UK2 Gold · (22 Wo.)UK | US2 Gold · (37 Wo.)US | Erstveröffentlichung: 17. Juni 2016 Verkäufe: + 989.500         |
| 2022 | Unlimited Love Warner Bros. Records (WMG)              | DE1 (18 Wo.)DE | AT1 (12 Wo.)AT | CH1 (13 Wo.)CH | UK1 Silber · (6 Wo.)UK | US1 (6 Wo.)US | Erstveröffentlichung: 1. April 2022 Verkäufe: + 231.682         |
| 2022 | Return of the Dream Canteen Warner Bros. Records (WMG) | DE1 (10 Wo.)DE | AT1 (4 Wo.)AT | CH1 (4 Wo.)CH | UK2 (3 Wo.)UK | US3 (2 Wo.)US | Erstveröffentlichung: 14. Oktober 2022                          |

## Kooperation mit anderen Künstlern
Die Band trug 2008 zu George Clintons Album George Clinton and His Gangsters of Love ein Cover des Stücks „Let the Good Times Roll“ bei.

## Anklagen und Vorwürfe wegen sexueller Nötigung
1990 wurde Anthony Kiedis nach einem Konzert an der George Mason University in Fairfax, Virginia, am 21. April 1989 wegen sexueller Nötigung und unsittlicher Entblößung verurteilt. Kiedis entblößte sich und drückte seinen Penis gegen den Willen einer Frau in deren Gesicht.
Ebenfalls 1990 wurden Flea und Chad Smith in Daytona Beach, Florida, bei einem Auftritt für MTV wegen Körperverletzung verhaftet, wobei Flea auch wegen ordnungswidrigen Verhaltens und sexueller Nötigung angeklagt wurde. Flea hob eine 20-jährige Frau auf und warf sie in den Sand, während Smith ihr gewaltsam den Badeanzug auszog und ihr auf das Gesäß schlug. Flea verlangte angeblich, dass sie Oralsex mit ihm haben solle, bevor er und Smith vom Sicherheitspersonal vom Gelände begleitet wurden. In einem Rolling Stone-Interview von 1992 sagte Flea über den Vorfall in Florida, dass er die Frau beleidigt habe, ohne dass seine Beleidigungen sexuell gewesen seien. Er habe zudem niemanden angegriffen. Die Verhaftungen führten dazu, dass die State University of New York at New Paltz ein kostenloses Konzert der Band absagte.
In seiner Autobiografie Scar Tissue gab Kiedis zu, dass er eine sexuelle Beziehung zu einer 14-Jährigen gehabt hatte, obwohl er wusste, dass sie minderjährig ist. Über diesen Vorfall schrieb er den Song „Catholic School Girls Rule“. 1986 hatte Kiedis eine sexuelle Beziehung mit der 16-jährigen Ione Skye, die Tochter von Donovan, obwohl sie nach kalifornischem Recht noch unterhalb des Schutzalters war.
Im Jahr 2016 schrieb die ehemalige Musikmanagerin Julie Farman einen Essay, in dem sie darüber schrieb, dass sie 1991 von zwei Mitgliedern der Red Hot Chili Peppers sexuell belästigt wurde.

## Soziales Engagement
Die Red Hot Chili Peppers unterstützen die Sea Shepherd Conservation Society für die Lebewesen in den Meeren der Welt mit Geldspenden. Weiters unterstützen sie deren Schwesterorganisation Sea Shepherd Global, indem sie beispielsweise Videos ihrer Kampagnen auf dem australischen Festival Big Day Out zeigten und die anwesenden Fans dazu aufriefen Sea Shepherd zu unterstützen. Überdies luden sie sämtliche Sea-Shepherd-Schweiz-Volunteers zu einem ihrer Konzerte ein und posteten ein Foto von sich mit einem Sea-Shepherd-Handtuch auf Instagram.

## Trivia
- Im 1986 erschienenen Film „Archie und Harry – Sie können’s nicht lassen“ trat die damals noch unbekannte Band in einer Szene auf.
- „Can’t Stop“ war die Einlaufmusik von Ex-Schwergewichtsweltmeister Wladimir Klitschko.